# エジプト軍最高評議会
エジプト軍最高評議会（エジプトぐんさいこうひょうぎかい、アラビア語: المجلس الأعلى للقوات المسلحة、英語: Supreme Council of the Armed Forces、軍最高評議会）とはエジプトの国防、安全保障に関する重要事項を決定する評議会。エジプト軍幹部18人からなる。2011年にエジプト革命が起きると、2月11日にエジプト大統領ホスニー・ムバーラクから統治権を委譲された。また2013年エジプトクーデターでは、初の民選大統領ムハンマド・ムルシーを拘束し実権を掌握した。
会合自体は定期的に開かれているものではなく、2011年のエジプト革命以前には中東戦争時に2度開かれただけであった。

## 2011年のエジプト革命における動き

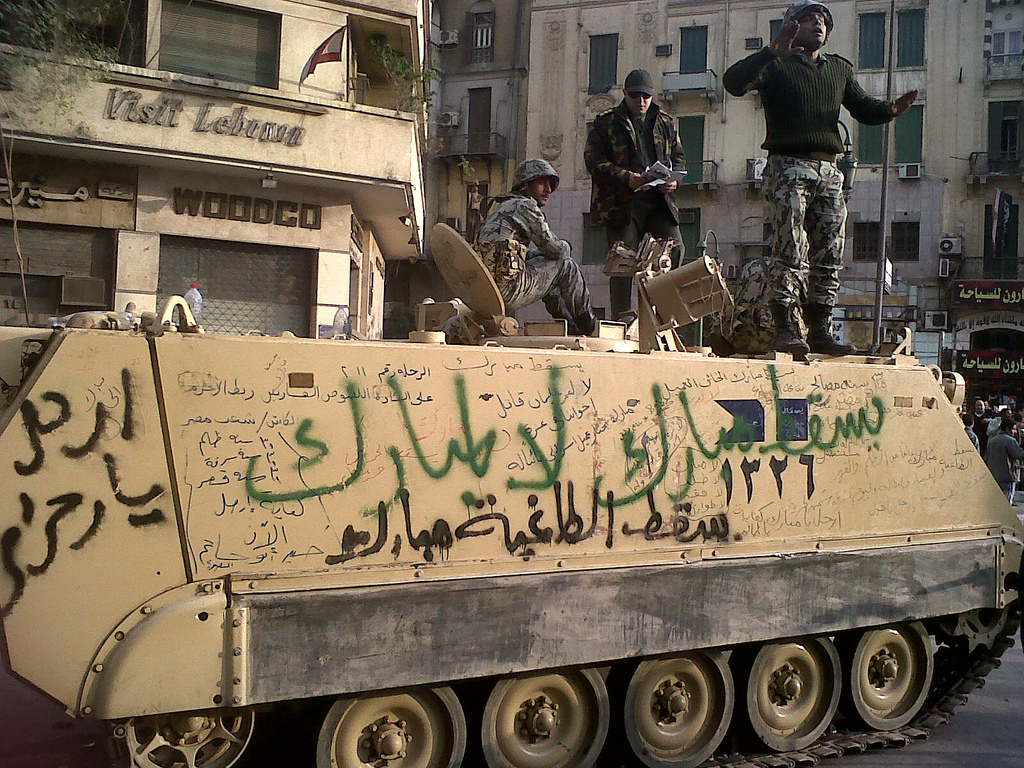
「ムバラクにノーを」などと落書きされたエジプト軍装甲車。軍はおおむね反政府デモに協力的であった。（2011年1月30日撮影）

エジプトでは2011年1月25日より、全土で大規模な反政府デモが発生した（エジプト革命）。この際、エジプト内務省管轄の治安部隊や警察軍はムバーラク体制派として催涙弾発砲など強硬な治安維持に当たったが、軍出身のアフマド・シャフィーク 首相や、オマル・スレイマーン副大統領は2月3日にこの強硬な対応に不満を表明し、内務省との対立姿勢を見せていた。
その後も市民の大規模デモが続く中、エジプト軍は2月9日にエジプト陸軍元帥、国防相として長年ムバーラク政権を支えてきたムハンマド・フセイン・タンターウィーを議長にして最高評議会を召集した。2月11日にムバーラク大統領が退陣を表明すると、エジプト軍最高評議会は大統領から国家権力を委譲した。
実権を掌握した軍最高評議会は、国民の民主化要求に応える形で2月13日に人民議会（国会）を解散し、不公正な選挙の温床とも指摘されていた憲法停止を宣言した。同時に、新政権発足までの移行期間は今後6か月間、または次期大統領選が実施されるまでと発表した。それまでの間は評議会議長・国防相のタンターウィーが国家元首を代行することになった。
軍最高評議会は2月13日夜に、グーグル社幹部のワエル・ゴニム、革命の若者連合リーダーで医師のシャーディー・エル＝ガザーリー・ハルブと同グループ幹部のハーリド・サイード、4月6日運動代表、ムスリム同胞団代表、モハメド・エルバラダイ前IAEA事務局長支持派の幹部ら、カイロ市タハリール広場などでの反政府デモの中核となった市民勢力の代表8人を招き、軍最高評議会の将官二人（マフムード・ヒガーズィー少将、アブドルファッターフ少将）と協議を行った。この際、軍最高評議会は市民勢力をまとめた統一政党の結成を求めた。また、ワエル・ゴニムは、この協議において軍最高評議会が国民投票による憲法改正を向こう2カ月以内に実施すること、さらにデモの際に拘束された人々を釈放することを約束したと語った。
軍最高評議会は2月14日に市民にストライキの中止を呼びかけた。2月15日にはターレク・ビシャリー元行政裁判所長官ほか、判事や法律専門家ら8人から成る憲法改正委員会を設置し、同委に対し今後10日以内に改正案を策定するよう指示したことを明らかにした。
2月17日にはフェイスブックにアカウントを取得し、「本日から息子たちと意見交換ができてうれしい。どんな質問にも24時間以内に答えます」、「エジプトの人々、特に（反政府デモを始めた）"1月25日の若者たち"との対話を希望します」と呼び掛けた。
2012年8月12日にムルシー大統領は、ムハンマド・フセイン・タンターウィーを国防相およびエジプト軍最高評議会議長から解任した。そして後任の国防相および軍最高評議会議長には同日付でアブドルファッターフ・アッ＝シーシーが就任した。同時に、大統領選挙前の6月に公表した立法権等を軍最高評議会が掌握し大統領権限を制限する暫定憲法は破棄され、大統領に権限が移されることになった。2013年エジプトクーデター関連報道に登場する「治安部隊」は暫定政権である軍最高評議会麾下の武装部隊。

## 2011年開催時の参加者

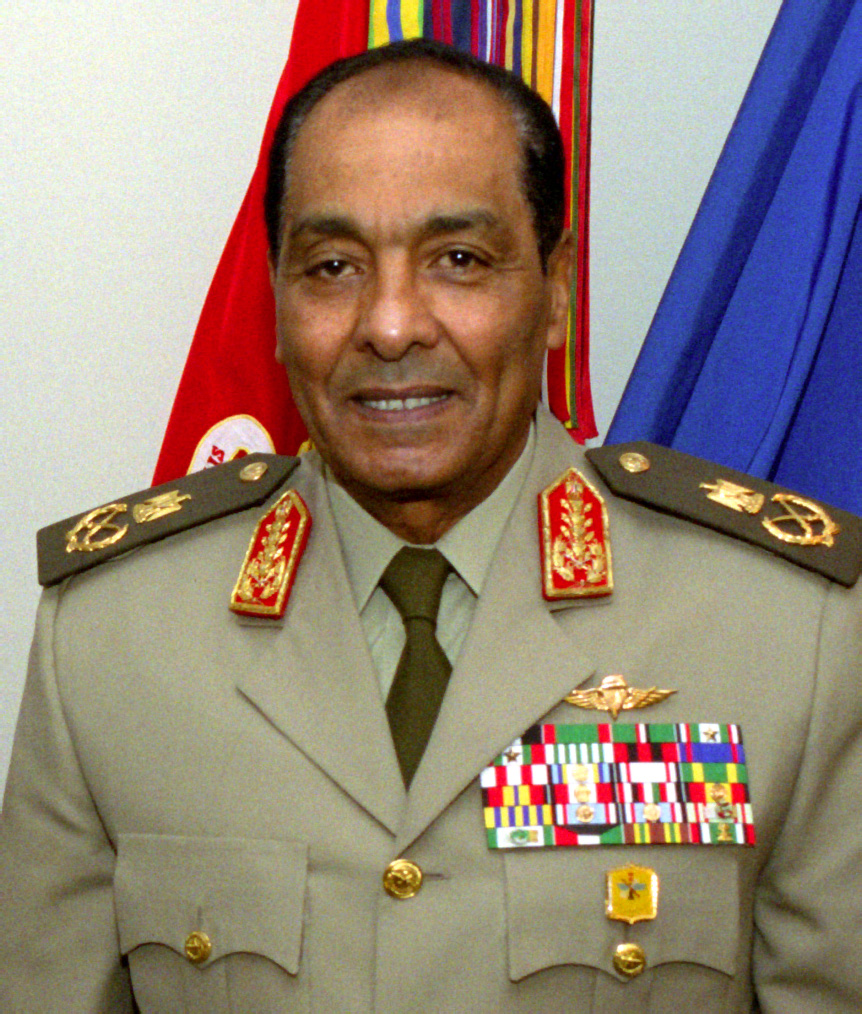
ムハンマド・フセイン・タンターウィー

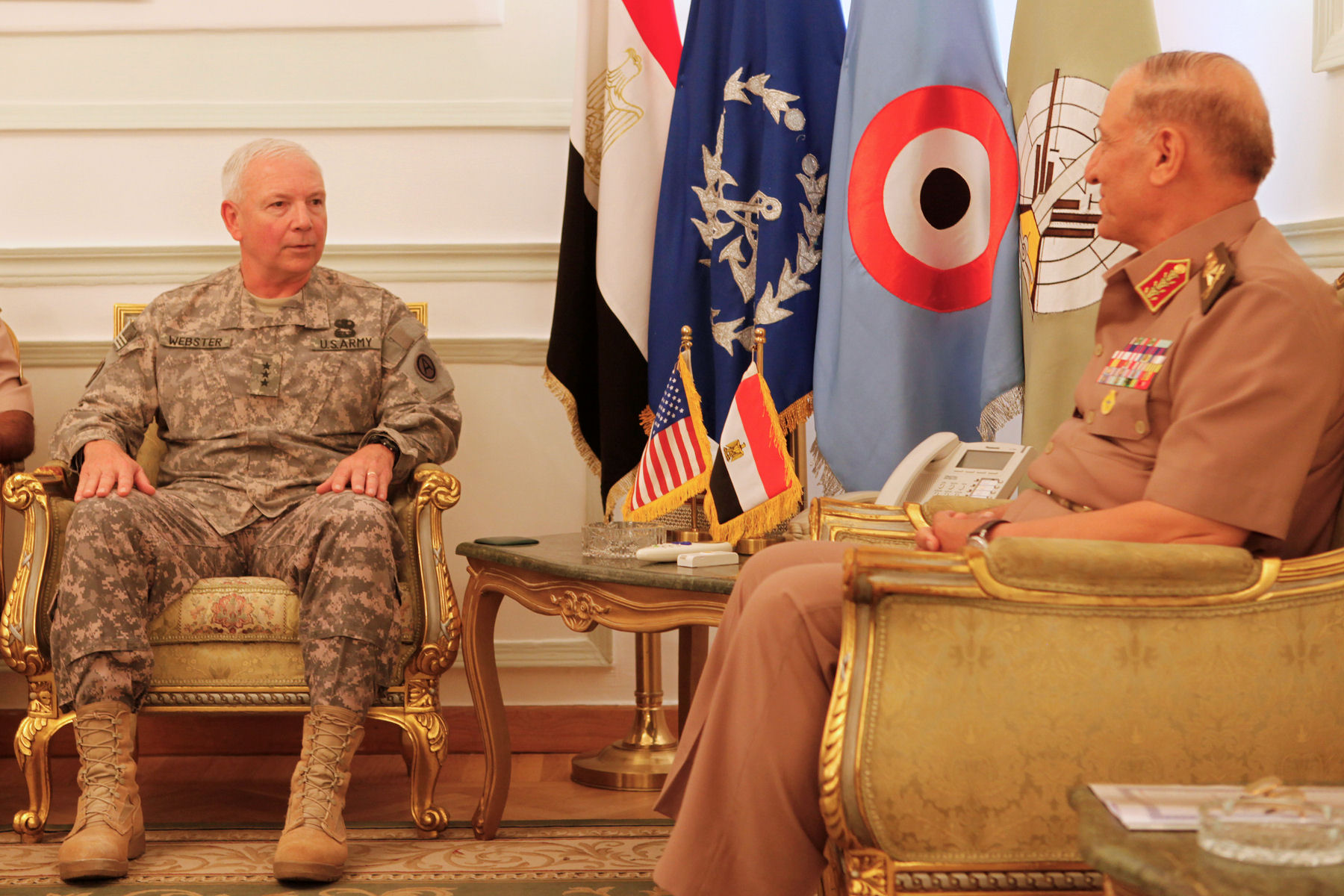
サーミー・ハーフィズ・アナーン（右）

2011年2月9日から同評議会が開かれた際の参加者は以下の通りであった。
- ムハンマド・フセイン・タンターウィー - 議長。エジプト国防省大臣、エジプト陸軍元帥。
- サーミー・ハーフィズ・アナーン - エジプト国防省参謀総長、中将。
- モハーブ・マミーシュ - エジプト海軍中将。
- レダー・マフムード・ハーフィズ・ムハンマド - エジプト空軍元帥。
- アブドゥルアズィーズ・サイフルディーン  - エジプト防空軍中将。
- ハッサン・エルルイニー - エジプト中央保安軍司令官。
- イスマーイール・オスマーン - 伝統文化省所属参謀。
- ムフセン・エルファンガリー - 国防省副長官。大将。
- ムハンマド・アブデルナビー - エジプト国境警備隊司令官。
- マハムード・イブラーヒーム・ヒガーズィー - 第二方面陸軍司令官。陸軍少将。
- セドキ・ソブヒ - 第三方面陸軍司令官。
- アブドルファッターフ・アッ＝シーシー - 少将。